# Мпе-Лебеко
Мпе-Лебеко (англ. Mphe-Lebeko) — одна з місцевих громад, що розташована в районі Таба-Цека, Лесото. Населення місцевої громади у 2006 році становило 11 463 особи.